# Championnats du monde de tennis de table 1963
Navigation
Édition précédente Édition suivante
Les championnats du monde de tennis de table 1963, vingt-septième édition des championnats du monde de tennis de table, ont lieu du 5 au 14 avril 1963 à Prague, en Tchécoslovaquie,.
Le titre messieurs est remporté par le Chinois Zhuang Zedong face à son compatriote Li Furong (en), et en simple dames à la japonaise Kimiyo Matsuzaki.

## Liste des médaillés
| Épreuves          | Or                           | Argent                    | Bronze                     |
| ----------------- | ---------------------------- | ------------------------- | -------------------------- |
| Simples messieurs | Zhuang Zedong                | Li Fu-Jung                | Wang Zhiliang              |
| Simples messieurs | Zhuang Zedong                | Li Fu-Jung                | Zhang Xielin               |
| Simples dames     | Kimiyo Matsuzaki             | Maria Alexandru           | Ella Constantinescu        |
| Simples dames     | Kimiyo Matsuzaki             | Maria Alexandru           | Sun Meiying                |
| Double messieurs  | Zhang Xielin Wang Zhiliang   | Zhuang Zedong Xu Yinsheng | Li Fu-Jung Wang Jiasheng   |
| Double messieurs  | Zhang Xielin Wang Zhiliang   | Zhuang Zedong Xu Yinsheng | Ken Konaka Keiichi Miki    |
| Double dames      | Kimiyo Matsuzaki Masako Seki | Diane Rowe Mary Shannon   | Qiu Zhonghui Wang Jian     |
| Double dames      | Kimiyo Matsuzaki Masako Seki | Diane Rowe Mary Shannon   | Kazuko Ito Noriko Yamanaka |
| Double mixte      | Koji Kimura Kazuko Ito       | Keiichi Miki Masako Seki  | Zhuang Zedong Qiu Zhonghui |
| Double mixte      | Koji Kimura Kazuko Ito       | Keiichi Miki Masako Seki  | János Faházi Éva Kóczián   |